# Didier Dinart
Didier Dominique Dinart (Guadalupa, 18 gennaio 1977) è un ex pallamanista, allenatore di pallamano e dirigente sportivo francese, allenatore dell'Ivry e commissario tecnico della nazionale di pallamano maschile del Montenegro.

## Carriera

### Giocatore
Ha vinto due medaglie d'oro olimpiche nella pallamano con la nazionale maschile francese: una alle Olimpiadi 2008 svoltesi a Pechino e una alle Olimpiadi 2012 di Londra.
Ha partecipato anche alle Olimpiadi 2000 e alle Olimpiadi 2004, quindi a quattro edizioni dei giochi.
Inoltre con la sua nazionale ha conquistato anche tre medaglie d'oro (2001, 2009 e 2011) e due medaglie di bronzo (2003 e 2005) ai campionati mondiali; due medaglie d'oro (2006 e 2010) e una medaglia di bronzo (2008) ai campionati europei.
Per quanto riguarda la sua carriera nei club, ha militato nel Montpellier HB dal 1997 al 2003, nel BM Ciudad Real dal 2003 al 2011, nel BM Atletico Madrid dal 2011 al 2012 e nel Paris Saint-Germain dal 2012 al 2013.

### Allenatore
Al termine delle Olimpiadi di Rio del 2016, dopo un parentesi di tre anni da vice allenatore della Nazionale francese, viene chiamato a sostituire il CT Onesta. Vince subito i Mondiali 2017 giocati in Francia e successivamente colleziona due terzi posti a Euro18 e ai Mondiali 2019; dopo il deludente 14º posto a Euro2020 lascia la panchina dei Blues.
Nel gennaio 2022 guidando l'Arabia Saudita, raggiunge il terzo posto ai campionati asiatici disputatisi proprio in Arabia. Riuscito dunque a qualificarsi per i Mondiali 2023, si dimette dall'incarico.
A febbraio 2023 diventa l'allenatore dell'Ivry, squadra neopromossa in prima lega.